# 長吻加州鰩
長吻加州鰩（学名：Caliraja rhina）又稱长吻鳐，是鳐科加州鳐属下的一种鱼类，分布于白令海至加利福尼亚湾的海床上。该鱼胸鳍宽大，吻部非常长，最大可长至180厘米宽。长吻鳐为卵生鱼类，多以底栖无脊椎动物为食，经济价值不高。

## 物种命名
长吻鳐由美国鱼类学家大卫·斯塔尔·乔丹和查尔斯·亨利·吉尔伯特于1880年命名，彼时该鱼尚属于鳐属。其种加词rhina在拉丁语中意为“吻部”，指的是该鱼的长吻 。2016年的DNA测序发现，长吻鳐与白令鳐属的双斑鳐亲缘关系密切，其因此被移动至白令鳐属，学名也因此变成Beringraja rhina。然而，如今前学名Raja rhina仍较为常用。

## 外貌描述

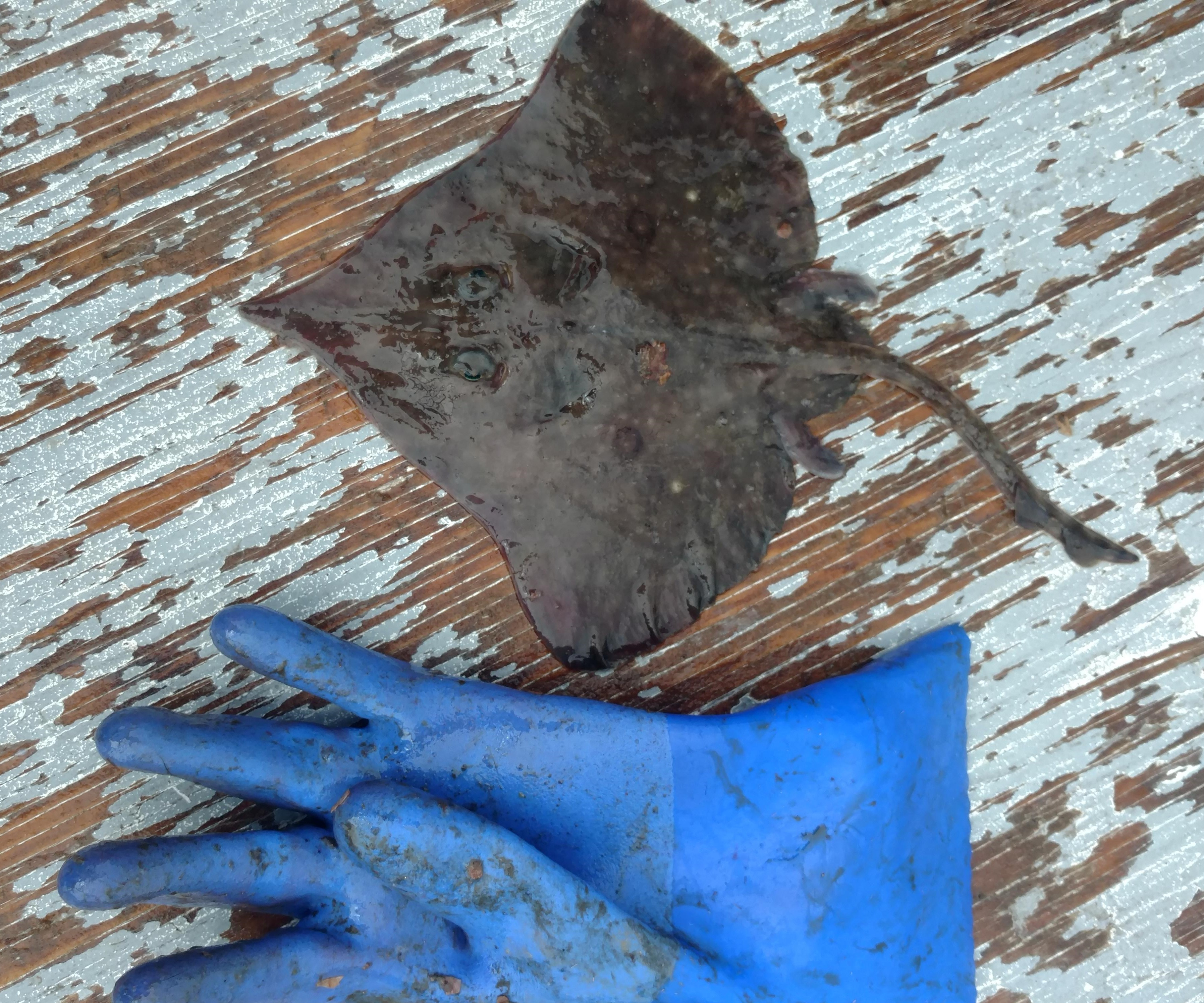
一条较小的长吻鳐，捕获于加利福尼亚州中部海域的拖网考察

长吻鳐背部为暗褐色或灰色，其上或有暗色斑纹若干，胸鳍宽大，两侧深凹；吻部长而尖。幼鱼上半身光滑，成鱼则长有大量尖锐的小凸起。雌鱼腹部有小凸起，雄鱼则没有。长吻鳐背部正中有1—3枚并列的棘刺。此外，其尾部亦会有11—43根棘刺，非常大的个体还会有一些横向的棘刺。长吻鳐牙齿小，仅有一个牙尖。其有大小相仿的背鳍两片，之间0—3枚棘刺。该鱼臀鳍退化，仅略大于皮皱。长吻鳐尾短于体宽。

## 物种分布
长吻鳐分布于北至白令海东南、南至塞德罗斯岛、加利福尼亚湾与下加利福尼亚半岛近海的海域。

## 生态与习性

### 栖息地
长吻鳐多生活于大陆坡上半部多沉积物处，亦会栖息于自生碳酸盐矿物较多或是有裸露岩石的海床。该鱼栖息地水深为200—929米，水温在3—6℃之间。

### 生命周期
长吻鳐为卵生鱼类，其卵表面粗糙，上有松散的纤维与角状物。刚出生的幼鱼体宽12—17厘米，在最初三年内长势迅速，此后成长速度放缓，直至10—12岁时性成熟。此时雄性长吻鳐体宽62—74厘米，雌性则是70—100厘米。长吻鳐最宽可长至1.8米。根据对脊椎骨生长痕迹的测量，长吻鳐在阿拉斯加湾最大寿命约为25岁，不列颠哥伦比亚省海域则是26岁。

### 食性
长吻鳐会在礁石区域附近埋伏游荡的小型鱼类和无脊椎动物。其中，大于60厘米的长吻鳐多以鱼类为食，而小于60厘米的个体则更多捕食无脊椎动物。

### 天敌
抹香鲸和鲨鱼均会捕食长吻鳐，部分软体动物亦会食用其卵鞘。

## 物种保育
长吻鳐肉质很差，经济加值不高，仅加拿大水域有对长吻鳐的商业捕捞，而在阿拉斯加州、华盛顿州和俄勒冈州等州则只有兼捕。此外，加利福尼亚湾捕捞梭鳕的拖网常误捕该鱼。在这一海域捕获的长吻鳐多出口至韩国。然而，目前长吻鳐种群相当健康，有估计认为眼下该种鱼类有60%的生物量未受捕鱼影响。IUCN因此将其评为“无危”。